# Мир (видавництво)
Видавництво «Мир» — радянське, а пізніше і російське видавництво, яке було одним з найбільших державних видавництв СРСР. Видавництво пережило розпад Радянського Союзу, та з часом було приватизовано, а згодом розширило сферу діяльності, включивши низку державних видавництв. Воно спеціалізується на зарубіжній фантастиці, перекладній  науково-технічній та науково-популярній літературі. Видавництво повністю фінансувалося державою, що було причиною низьких цін на книги, які вони видавали. Багато радянських вчених та інженерів були їх авторами. Головний офіс видавництва знаходився у Москві(Росія).

## Історія
- Засноване в 1946 році  в Москві як Видавництво іноземної літератури.
- У 1963-1964 роках було здійснено реорганізацію цього видавництва , в результаті чого утворилися видавництва, які отримали назви «Мир» та «Прогрес».
- У 2000 році  до складу «Миру» увійшли 6 видавництв(«Колос», «Транспорт», «Химия», «Металлургия», «Легпромбытиздат» та «Энергоатомиздат»).
- 15 червня 2012 року в приміщенні видавництва сталася пожежа.
- 5 липня 2012 року Ліквідаційна комісія видавництва припинила свою роботу.
- У 2006 році по відношенню до видавництва було відкрито судову справу про банкрутство.
- 2 червня 2009 року справу про банкрутство було припинено,оскільки видавництво повністю сплатило борг.

### Видавнича діяльність
У 1972 році було випущено 540 книг і брошур (108 мільйонів друкарських листів-відтисків) загальним тиражем 5,7 мільйона примірників.
У 1977 році було випущено 402 книги і брошури накладом понад 5,8 мільйона примірників.
У 1979 році було випущено 414 книг і брошур тиражем понад 7,6 мільйона примірників.
Загалом було видано понад 3000 книг.

### Нагороди та премії
1. Єврокон / EuroCon (ESFS Awards), 1984 (SeaCon) // Зал слави. Найкращий видавець. (Радянський Союз)[2]
2. Мандрівник, 1995.[3]

## Попередні назви
- Державне видавництво іноземної літератури при Раді Міністрів СРСР (1946-1949)
- Видавництво іноземної літератури Головного управління у справах поліграфічної промисловості, видавництв і книжкової торгівлі при Раді Міністрів СРСР(1949-1953)
- Видавництво іноземної літератури Головного управління видавництв, поліграфічної промисловості та книжкової торгівлі Міністерства культури СРСР (1953-1954)
- Видавництво іноземної літератури Головного управління видавництв Міністерства культури СРСР  (1954-1957)
- Видавництво іноземної літератури Міністерства культури СРСР (1957-1959)
- Видавництво іноземної літератури Головного управління видавництв, поліграфії і книжкової торгівлі Міністерства культури СРСР(1959-1963)
- Видавництво «Мир» Державного комітету Раді Міністрів СРСР по друку (1963-1965)
- Видавництво «Мир» Комітету по друку при Раді Міністрів СРСР (1965-1972)
- Видавництво «Мир» Державного комітету Раді Міністрів СРСР у справах видавництв, поліграфії і книжкової торгівлі (1972-1978)

## Видавництво книжкових серій
- Бібліотека видавничих технологій (1999-2003)
- Бібліотека кібернетичного збірки (1970-1979)
- Бібліотека збірника «Математика» (1959-1974)
- Бібліотека збірника «Механіка» (1959-1974)
- У світі науки і техніки (1965-1988)
- На допомогу садівникам і городникам (1986-1995)
- Завдання і олімпіади (1975-1982)
- Зарубіжна фантастика (1965-1999)
- Кращий зарубіжний підручник (2002-2009)
- Математична мозаїка (1971-2002)
- Математичне забезпечення ЕОМ (1970-1995)
- Мультимедіа для профі (2000-2004)
- Науки про Землю(1967-1984; 87 томів)
- Нове в зарубіжній науці: Математика (1976-2001)
- Нове в зарубіжній науці: Механіка (1975-1989)
- Новини фізики твердого тіла (1972-1986; 12 випусків)
- Новини фундаментальної фізики (1972-1979; 10 випусків)
- Проблеми прикладної фізики (1978-1998)
- Рубежі науки (2001-2004)
- Сучасна математика: Вступні курси (1976-1992)
- Сучасна математика: Популярна серія (1965-1993)
- Теоретична фізика (1963-1967)
- Теоретичні основи хімії  (2001-2005)
- Дивовижний світ диких тварин (1980-1985)
- Фізика за кордоном: Дослідження (Серія А) (1982-1991)
- Фізика за кордоном: Викладання (Серія Б) (1982-1991)